# Laskowice (Grądy)
Laskowice – przysiółek wsi Grądy w Polsce, położony w województwie opolskim, w powiecie nyskim, w gminie Otmuchów.
W latach 1975–1998 przysiółek należała administracyjnie do województwa opolskiego.

## Historia
W XIX wieku Laskowice jako wieś posiadały własną pieczęć gminną, na której wizerunku przedstawiono  konia w skoku skierowanego w prawo, nad nim ptak.